# Introspection IV
Introspection IV is een studioalbum van Thijs van Leer. Het was de vierde en voorlopig laatste in een reeks Introspection-albums, die pas veel later in 1992 een vervolg kreeg. De opnamen vonden wederom plaats in de Dureco Studios in Weesp. Het orkest stond opnieuw onder leiding van Rogier van Otterloo. De vorige drie albums uit de serie haalden hoge verkoopcijfers, maar het leek erop dat de rek er uit was. Dit album was bij lange na niet zo’n succes als de delen een tot en met 3. 
De volgende in de reeks Introspection 92 werd opgenomen met Dick Bakker als dirigent, aangezien Rogier van Otterloo in 1988 overleed. Bakker was bij de vorige Introspection albums opnametechnicus.

## Musici
- Thijs van Leer – dwarsfluit
- Letty de Jong – zang
- Rogier van Otterloo – dirigent, arrangeur.

## Muziek
| Nr. | Titel                                                                    | Duur |
| --- | ------------------------------------------------------------------------ | ---- |
| 1.  | Arcangelo (Arcangelo Corelli)                                            | 2:25 |
| 2.  | Instrospection 4 (van Otterloo)                                          | 5:22 |
| 3.  | Rondeau des enfants (Van Leer)                                           | 2:56 |
| 4.  | Grave, allegro, adagio, allegro uit Sonate in e (Georg Friedrich Händel) | 7:40 |
| 5.  | Le tango (van Leer)                                                      | 3:24 |
| 6.  | Air (Georg Philipp Telemann)                                             | 4:05 |
| 7.  | Pastorale (Domenico Scarlatti)                                           | 2:29 |
| 8.  | Largo e dolce (Johann Sebastian Bach)                                    | 3:25 |
| 9.  | Sicilian en allegro (Georg Friedrich Händel)                             | 3:33 |
| 10. | Song for Eva (van Leer, Bert Ruiter)                                     | 5:04 |

De inkomsten uit Rondeau des enfants werden gedoneerd aan UNICEF. Song for Eva maakt deel uit van de filmmuziek van de film Exit 7 van Emile Degelin met Peter Faber in de hoofdrol. Bert Ruiter was de bassist van beider band Focus.

### NederlandseDaverende 30
| Positie: | 27 | 24 | 26 | 23 | 22 | 16 | 23 | 32 | 24 | 36 | 37 | 32 | 39 | uit |